# Acido elenolico
L'acido elenolico è un derivato dell'idrolisi dell'oleuropeina, un glucoside dal sapore amaro presente in tutta la pianta dell'olivo compresi i frutti (olive) ma concentrato soprattutto nelle foglie. Comunemente gli estratti delle foglie di olivo, sempre più utilizzati come integratori alimentari, sono titolati esclusivamente in oleuropeina.
L'acido elenolico è considerato un antiossidante, combatte i radicali liberi, facilita la circolazione del sangue e in vitro si è dimostrato un potente antibatterico ed antivirale. È presente nell'olio extravergine di oliva e nei decotti di foglie di olivo.
Verso la fine degli anni 60 la Upjohn Company, importante società farmaceutica statunitense, ha effettuato notevoli studi sulle capacità antibatteriche ed antivirali dell'acido elenolico e per renderlo disponibile al consumo umano ha derivato da esso un sale, il calcio elenolato. Constatato che tale calcio elenolato si fissava sulle proteine del sangue ed era pertanto inefficace, la Upjohn ha abbandonato le ricerche. Risulta peraltro che l'acido elenolico, presente in piccola quantità nell'olio extravergine di oliva ed in certi decotti di foglie di olivo, venga assimilato facilmente.